# Симпсон, Уильям Худ
Уильям Худ Симпсон (англ. William Hood Simpson; 8 мая 1888 — 15 августа 1980) — американский военный деятель, четырёхзвёздный генерал, командующий 9-й армией США в Северной Европе во время Второй мировой войны.

## Биография
Родился в Уэтерфорде, Техас. После окончания Военной академии США в 1909 году поступил на службу в пехоту. До вступления США в Первую мировую войну служил на территории США и на Филиппинах (бывших в то время американской колонией)), в 1916 году участвовал в карательной экспедиции в Мексику, связанной с рейдом Панчо Вильи на территорию США. В мае 1917 года получил звание капитана, во время Первой мировой войны служил в 33-й дивизии, получив  временное повышение до майора, а затем и до подполковника, став начальником штаба дивизии.
В 1919 году возглавил 6-ю дивизию, стоявшую в штате Иллинойс. Служил в военном ведомстве, а затем учился в пехотном училище в Форт-Беннинге (до 1924 года). Год спустя окончил школу генерального штаба армии США. После двух лет командования батальоном учился в Военном колледже армии США в Карлайле, Пенсильвания (до 1928 года). В 1932—1936 годах преподавал военное искусство и тактику в Помонском колледже в Калифорнии. В 1934 году был произведён в подполковники, в 1938 году в полковники. В 1936—1940 годах был советником Военного колледжа.
В 1940 году на короткое время возглавил 9-й пехотный полк США в Форт Сэм Хьюстон, штат Техас, а затем, получив повышение до бригадного генерала, служил там же заместителем командира 2-й пехотной дивизии. С апреля по октябрь 1941 года был начальником тренировочного лагеря для пехоты Кэмп-Уолтерс в Техасе и в сентябре получил временное повышение до генерал-майора. Затем возглавил в Кэмп-Робинсоне, штат Арканзас, 35-ю пехотную дивизию, руководя её переводом на учения в Калифорнию. С мая по июль 1942 года командовал 30-й пехотной дивизии в Форт-Джексоне, Южная Каролина, а затем XII корпусом армии США там же. В октябре 1943 года был временно повышен до генерал-лейтенанта и принял командование над 4-й армией США, с которой в январе 1944 года был перемещён из Калифорнии в Форт Сэм Хьюстон, Техас.
В мае того же года отправился со своим штабом в Великобританию с целью организации 9-й американской армии. После включения этого подразделения в состав 12-й группы армий США под командованием генерала Омара Брэдли в Ренне, Франция, 5 сентября 1944 года сражался в битве за Брест, который был освобождён 20 сентября. После этого был переведён со своей армией на западный фронт, где в октябре сражался в Арденнах (в составе британской 21-й группы армий) и с ноября участвовал в прорыве линии Зигфрида и в боях на рурском фронте. После прорыва в Руре в феврале 1945 года и пересечения Рейна в марте его армия совместно с 1-й армией США образовала рурский котёл, в котором оказалась немецкая Группа армий «B», в итоге капитулировавшая в конце апреля. 9-я армия стала первой армией западных союзников, пересёкшей Эльбу. Симпсон просил разрешения наступать дальше на Берлин, но получил отказ от командования. После роспуска его армии в июне 1945 года и возвращения в Соединённые Штаты некоторое время служил в Китае и в октябре принял командование над 2-й армией США в Мемфисе, штат Теннесси. В ноябре 1946 года вышел в отставку с действительной службы.
В июле 1954 года был согласно решению Конгресса произведён в полные генералы. Имел целый ряд национальных и иностранных наград. Скончался 15 августа 1980 года, был похоронен рядом с женой Рут на Арлингтонском национальном кладбище.